# Zourab Tsereteli
Zourab Konstantines dze Tsereteli (en géorgien : ზურაბ კონსტანტინეს ძე წერეთელი ; en russe : Зураб Константинович Церетели), né le 4 janvier 1934 à Tbilissi et mort le 22 avril 2025 à Peredelkino, est un sculpteur monumentaliste géorgien et de citoyenneté russe.

## Biographie
Sculpteur et architecte diplômé de l'Académie des Beaux-Arts de Tbilissi, il est président de l'Académie des beaux-arts de Moscou. Homme influent en Russie, Zourab Tsereteli est un proche de certains cercles de Vladimir Poutine et surtout de Iouri Loujkov, l'ancien maire de Moscou. Ce richissime sculpteur est accusé d'entretenir des relations troubles avec le FSB, ex-KGB, et avec les milieux d'affaires moscovites. Il est aussi craint par les défenseurs des droits de l'homme. En juin 2003, un de ses gardes du corps a agressé Andrei Mironov, membre de l'ONG Memorial, très critique envers Poutine[réf. nécessaire].
Il est connu pour ses sculptures monumentales comme le mémorial de la Victoire et la statue de Pierre le Grand à Moscou, respectivement 142 et 94 mètres de haut, ainsi que ses statues de la Place du Manège à Moscou. Mais il est également l'auteur d'œuvres de taille plus réduite, comme le buste de Pouchkine à Oulianovsk.
Tsereteli est l'auteur d'une sculpture utilisant des morceaux d'anciens missiles Pershing américains et SS-20 soviétiques, appelée Le Bien vainc le Mal et qui se trouve au pied du bâtiment des Nations unies à New York. Cette sculpture en bronze d'une douzaine de mètres de haut et de plus de 40 tonnes représente saint Georges combattant le dragon de la guerre nucléaire. Elle fut offerte en 1990 par l'Union soviétique aux Nations unies.
En 1992, il essaya de donner aux États-Unis une statue de Christophe Colomb pour célébrer le 500e anniversaire de son premier voyage aux Amériques, mais l'offre fut déclinée. Cette statue fut finalement installée à Moscou, sur les bords de la Moskova, et ne représente plus Christophe Colomb, mais Pierre le Grand près d'une proue de navire. Cette installation a suscité une vaste polémique parmi les Moscovites à cause de son gigantisme, et du fait que Pierre le Grand, fondateur de Saint-Pétersbourg, détestait Moscou à laquelle lui étaient attachés de sombres souvenirs de jeunesse pendant la révolte des streltsy. D'autres propositions de Tsereteli furent également refusées dans les années récentes dont une statue de Magellan en Uruguay, du colosse de Rhodes en Grèce, de Franklin D. Roosevelt à New York et de Balzac en France.

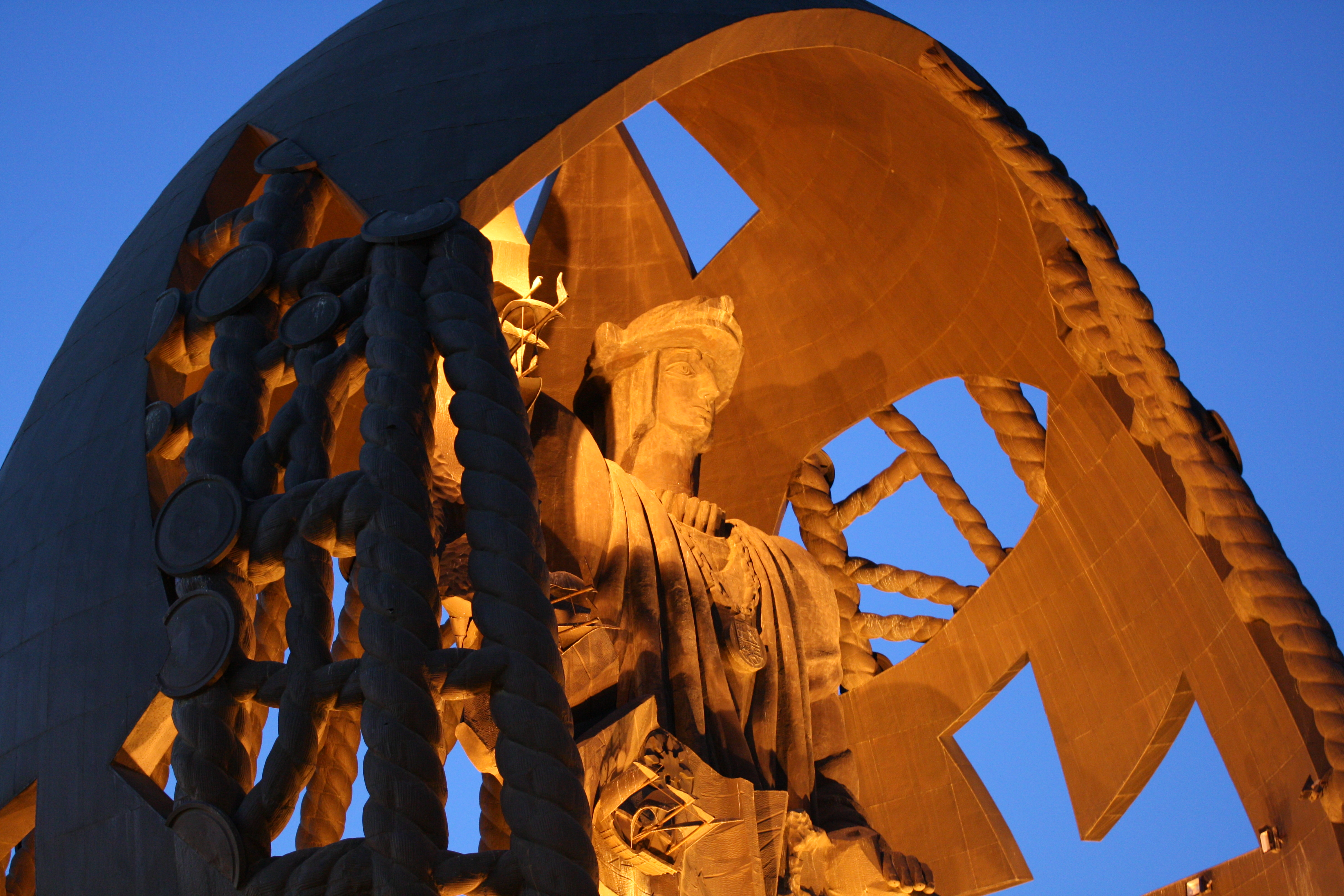
Statue de Christophe Colomb à Séville (1995).

En 1994, le maire de Moscou offre son mémorial de la victoire en cuivre à la marina  espagnole de Puerto Banús.
Les États-Unis ont reçu comme cadeau de la Russie une statue de Tsereteli, représentant une larme à travers une tour brisée, comme symbole des actes terroristes du 11 septembre 2001. La petite ville de Bayonne, proche de New York, l'a finalement acceptée et elle fut inaugurée le 11 septembre 2006, en présence de Bill Clinton, de l'artiste et de veuves de victimes des attentats.
En 2010, il offre à Aymeri de Montesquiou, sénateur du Gers et descendant du célèbre D’Artagnan, un groupe représentant les Quatre Mousquetaires, qui est installé en août 2010 devant la cathédrale Saint-Pierre de Condom (Gers).
En 2012, Zourab Tsereteli offre une œuvre à la ville de Saint-Gilles-Croix-de-Vie. C'est pour rendre hommage à Marina Tsvetaïeva, et notamment à la correspondance à trois qu'elle entrepris dans les années 1920 avec Pasternak et Rilke, que Tsereteli a réalisé cette œuvre.
Zourab Tsereteli est membre d'honneur de la Fondation Sergio Vieira de Mello.

## Polémique française autour de l'affaire de la statue de Jean-Paul II
À l'hiver 2006, le maire UMP Paul Anselin de la ville française de Ploërmel se voit offrir par l'artiste russe une statue de près de 10 m de haut de Jean-Paul II, sculpture en bronze surplombée d'une immense croix. Un cadeau « pour service rendu » selon le maire, qui nomme le sculpteur citoyen d'honneur de la ville. Cette œuvre d'art est inaugurée, place Jean-Paul-II, en présence d'un millier de personnes, le 10 décembre 2006. Un collectif « anti-statue » se forme et une manifestation rassemble plus de 500 personnes en novembre 2006 dans cette commune française, tandis que d'autres associations viennent défendre la mémoire du pape. Le collectif demande l'application de la loi sur la laïcité du 9 décembre 1905 : « Il est interdit à l'avenir, d'élever ou d'apposer aucun signe ou emblème religieux sur les monuments publics ou quelque emplacement public que ce soit. » Début 2010, le tribunal administratif de Vannes juge illégale et « contraire à la liberté de conscience » la subvention du conseil général du Morbihan à la communauté de communes pour l’érection de cette statue et ordonne son remboursement. En avril 2015, le tribunal administratif de Rennes s'est prononcé pour l'enlèvement de la croix, surplombant le monument, la décrivant comme « un symbole ostentatoire de la religion chrétienne » qui n'a pas le droit d'être exposée dans un lieu public. La modification du monument devant avoir le consentement de l'artiste, en cas de refus, tout le monument devrait disparaître de l'espace public (il pourrait être placé sur un terrain privé). En décembre 2015, la cour administrative d'appel de Nantes, déclarant le monument illégal, a simultanément annulé le jugement précédent en raison d'un vice de procédure. En octobre 2017, le Conseil d’État a ordonné l'enlèvement de la croix. Cette décision est définitive,. Plusieurs solutions ont été proposées : enlèvement de la croix, transfert de l'ensemble du monument ou l'achat du lieu où il se trouve (pour qu'il devienne propriété privée). C'est finalement le déplacement de la statue vers un terrain appartenant au diocèse de Vannes, à savoir le collège du Sacré-Cœur. Le transfert du monument a lieu le 11 juin suivant. Une même statue du pape (mais non surmontée d'une croix) de Zourab Tsereteli a été offerte et inaugurée le 25 octobre 2014 à Paris près de la cathédrale Notre-Dame (dans le square Jean-XXIII) en présence de la maire de Paris, Anne Hidalgo, et de l'artiste.

## Famille
Zourab Tsereteli est marié, père d'une fille, Elena, grand-père de trois petits-enfants et arrière-grand-père.

## Décorations

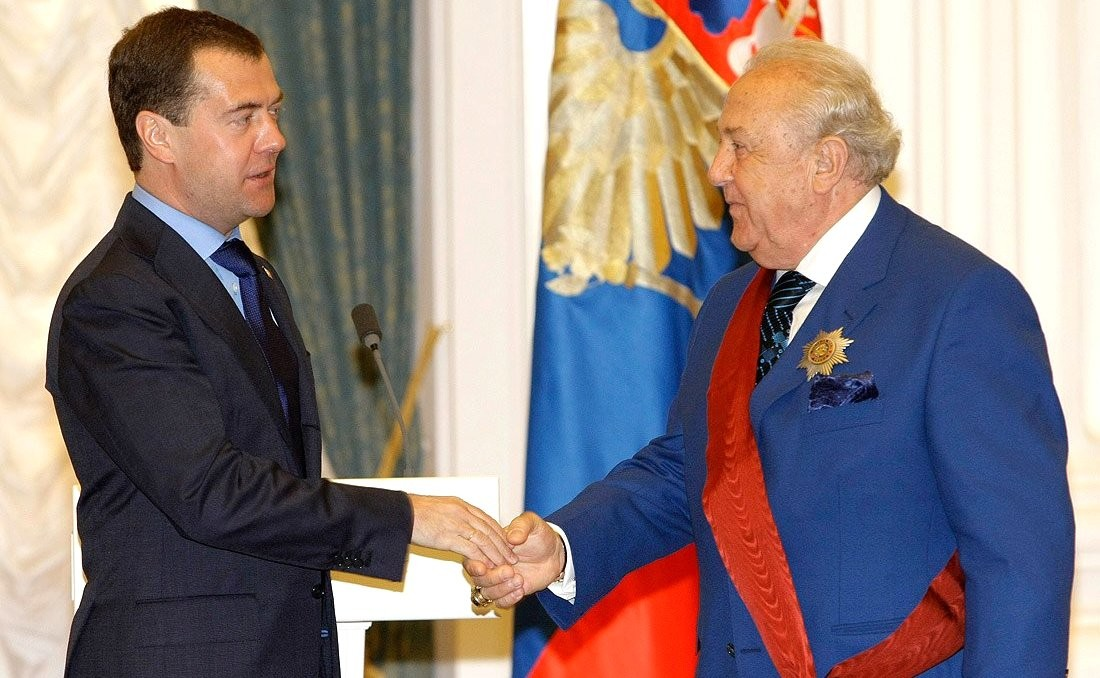
Zourab Tsereteli et Dmitri Medvedev le 26 juillet 2010.

Zourab Tsereteli est décoré de plusieurs décorations russes, mais aussi étrangères, dont, en France: la Légion d'honneur (2010); il est également officier des arts et des lettres (2005), et a reçu en 1998 la médaille vermeil de la ville de Paris et la grande médaille de bronze de la ville de Paris pour son action en faveur de la culture et du rapprochement des peuples de Russie et de Géorgie avec la France.